# Sofía Luini
Sofía Luini (n. 11 de noviembre de 1992) es una extenista argentina.
Luini ha ganado un título individual y diez títulos de dobles en el Circuito ITF. El 22 de septiembre de 2014, alcanzó su mejor clasificación individual en el puesto 492 del mundo. El 24 de noviembre de 2014, alcanzó el puesto 308 en la clasificación de dobles.
Junto a Guadalupe Pérez Rojas, Luini ganó su primer torneo de $50k en el CIT Paraguay Open, derrotando a Anastasia Pivovarova y Patricia Maria Țig en la final de 2014.
En julio de 2024 recibió una suspensión de siete años por parte de la Unidad de Integridad del Tenis por estar involucrada en arreglos de partidos disputados en 2017 y 2018.

## Finales del Circuito ITF

### Individuales: 2 (1 título, 1 finalista)
| Premios                |
| ---------------------- |
| torneos de USD 100,000 |
| torneos de USD 75,000  |
| torneos de USD 50,000  |
| torneos de USD 25,000  |
| torneos de USD 15,000  |
| torneos de USD 10,000  |

| Finales por superficie |
| ---------------------- |
| Dura (0-0)             |
| Arcilla (1–1)          |
| Césped (0–0)           |
| Alfombra (0–0)         |

| Resultado | G/P | Fecha              | Torneo                     | Superficie | Adversario           | Puntaje  |
| --------- | --- | ------------------ | -------------------------- | ---------- | -------------------- | -------- |
| Victoria  | 1–0 | junio de 2014      | ITF Villa María, Argentina | Arcilla    | Carla Lucero         | 6–4, 6–1 |
| Pérdida   | 1-1 | septiembre de 2016 | ITF Hammamet, Túnez        | Arcilla    | Sviatlana Pirazhenka | 1–6, 0–6 |

### Dobles: 25 (10 títulos, 15 subcampeonatos)
| Premios                |
| ---------------------- |
| torneos de USD 100,000 |
| torneos de USD 75,000  |
| torneos de USD 50,000  |
| torneos de USD 25,000  |
| torneos de USD 15,000  |
| torneos de USD 10,000  |

| Finales por superficie |
| ---------------------- |
| Dura (1–2)             |
| Arcilla (9–13)         |
| Césped (0–0)           |
| Alfombra (0–0)         |

| Resultado | N.º | Fecha                    | Nivel  | Torneo                         | Superficie | Compañero             | Oponentes                               | Resultado           |
| --------- | --- | ------------------------ | ------ | ------------------------------ | ---------- | --------------------- | --------------------------------------- | ------------------- |
| Pérdida   | 1.  | 18 de abril de 2011      | 10,000 | ITF Córdoba, Argentina         | Arcilla    | Aranza Salut          | Verónica Cepede Royg Luciana Sarmenti   | 2–6, 0–6            |
| Pérdida   | 2.  | 16 de abril de 2012      | 10,000 | ITF Villa del Dique, Argentina | Arcilla    | Guadalupe Pérez Rojas | Luciana Sarmenti Daniela Seguel         | 4–6, 7–5, [5–10]    |
| Pérdida   | 3.  | 10 de septiembre de 2012 | 10,000 | ITF Buenos Aires, Argentina    | Arcilla    | Guadalupe Pérez Rojas | Fernanda Brito Daniela Seguel           | 1–6, 3–6            |
| Pérdida   | 4.  | 29 de octubre de 2012    | 10,000 | ITF Quillota, Chile            | Arcilla    | Bárbara Montiel       | Cecilia Costa Melgar Camila Silva       | 1–6, 1–6            |
| Pérdida   | 5.  | 16 de septiembre de 2013 | 10,000 | ITF Rosario, Argentina         | Arcilla    | Guadalupe Pérez Rojas | Vanesa Furlanetto Carolina Zeballos     | 6–7(2), 2–6         |
| Pérdida   | 6.  | 21 de octubre de 2013    | 10,000 | ITF Marcos Juárez, Argentina   | Arcilla    | Guadalupe Pérez Rojas | Carla Bruzzesi Avella Carolina Zeballos | 2–6, 2–6            |
| Victoria  | 1.  | 4 de noviembre de 2013   | 10,000 | ITF Buenos Aires, Argentina    | Arcilla    | Catalina Pella        | Fernanda Brito Carolina de los Santos   | 6–4, 6–4            |
| Victoria  | 2.  | 25 de noviembre de 2013  | 10,000 | ITF Santiago, Chile            | Arcilla    | Ana Madcur            | Guadalupe Moreno Camila Silva           | 6–4, 6–7(5), [10–6] |
| Pérdida   | 7.  | 17 de marzo de 2014      | 10,000 | ITF Lima, Perú                 | Arcilla    | Aranza Salut          | Tamara Čurović Yana Sízikova            | 4–6, 5–7            |
| Pérdida   | 8.  | 24 de marzo de 2014      | 10,000 | ITF Lima, Perú                 | Arcilla    | Aranza Salut          | Tamara Čurović Yana Sízikova            | 2–6, 6–7(2)         |
| Victoria  | 3.  | 16 de junio de 2014      | 10,000 | ITF Villa María, Argentina     | Arcilla    | Ana Madcur            | Ingrid Gamarra Martins Eduarda Piai     | 6–2, 4–6, [10–7]    |
| Pérdida   | 9.  | 28 de julio de 2014      | 10,000 | ITF Santa Cruz, Bolivia        | Arcilla    | Guadalupe Pérez Rojas | Sara Giménez Noelia Zeballos            | 7–6(3), 4–6, [8–10] |
| Victoria  | 4.  | 20 de octubre de 2014    | 10,000 | ITF Lima, Perú                 | Arcilla    | Guadalupe Pérez Rojas | Cecilia Costa Melgar Nathaly Kurata     | 6–4, 6–3            |
| Victoria  | 5.  | 17 de noviembre de 2014  | 50,000 | Asunción Open, Paraguay        | Arcilla    | Guadalupe Pérez Rojas | Anastasía Pivovárova Patricia Maria Țig | 6–3, 6–3            |
| Victoria  | 6.  | 31 de julio de 2015      | 10,000 | ITF Tunis, Túnez               | Arcilla    | Jelena Simić          | Alina Wessel Lenka Wienerová            | 7–6(5), 3–6, [10–8] |
| Victoria  | 7.  | 21 de agosto de 2015     | 10,000 | ITF Port El Kantaoui, Túnez    | Dura       | Naomi Totka           | Darya Chernetsova Yana Sízikova         | 7–5, 1–6, [10–7]    |
| Pérdida   | 10. | 28 de agosto de 2015     | 10,000 | ITF Port El Kantaoui, Túnez    | Dura       | Margarita Lazareva    | Fatma Al-Nabhani Michaela Hončová       | 2–6, 5–7            |
| Pérdida   | 11. | 18 de agosto de 2017     | 15,000 | ITF Cuneo, Italia              | Dura       | Melina Ferrero        | Federica Di Sarra Anastasia Grymalska   | 0–6, 1–6            |
| Pérdida   | 12. | 2 de diciembre de 2017   | 15,000 | ITF Catanduva, Brasil          | Arcilla    | Melina Ferrero        | Nathaly Kurata Eduarda Piai             | 2–6, 3–6            |
| Victoria  | 8.  | 16 de junio de 2018      | 15,000 | ITF Hammamet, Túnez            | Arcilla    | Fernanda Brito        | Claudia Hoste Ferrer Elixane Lechemia   | 6–3, 6–2            |
| Pérdida   | 13. | 13 de julio de 2018      | 15,000 | ITF Knokke, Bélgica            | Arcilla    | Melina Ferrero        | Maryna Chernyshova Anna Ukolova         | 6–1, 1–6, [8–10]    |
| Victoria  | 9.  | 10 de agosto de 2018     | 15,000 | ITF Guayaquil, Ecuador         | Arcilla    | Fernanda Brito        | Bárbara Gatica Rebeca Pereira           | 6–1, 6–0            |
| Victoria  | 10. | 17 de agosto de 2018     | 15,000 | ITF Guayaquil, Ecuador         | Arcilla    | Fernanda Brito        | Martina Capurro Taborda Camila Romero   | 7–6(5), 6–3         |
| Pérdida   | 14. | 24 de agosto de 2019     | 15,000 | ITF Lambaré, Paraguay          | Arcilla    | Fernanda Brito        | Montserrat González Noelia Zeballos     | 0–6, 4–6            |
| Pérdida   | 15. | 12 de octubre de 2019    | 15,000 | ITF Buenos Aires, Argentina    | Arcilla    | Eugenia Ganga         | Candela Bugnon Guillermina Naya         | 6–7(4), 4–6         |

## Videos
- Sofia Luini - BATennis HD en YouTube.
- Sofia Luini - Un minuto con BATennis y GRIP en YouTube.